# Heinrich Brandler
Heinrich Brandler (Varnsdorf, 3 luglio 1881 – Amburgo, 26 settembre 1967) è stato un politico, sindacalista e scrittore tedesco, leader del partito Comunista di Germania e successivamente cofondatore del Partito Comunista d'Opposizione.

## Biografia
Brandler nacque il 3 luglio 1881 da una famiglia operaia a Warnsdorf, in Boemia, allora parte dell'Impero austro-ungarico. Il padre di Heinrich, Joseph Brandler, era un muratore che insegnò a suo figlio il mestiere fin dalla tenera età. Dopo aver completato gli studi elementari, Heinrich viaggiò in Europa per diversi anni, lavorando come piastrellista e muratore. Brandler fu attivo nel movimento sindacale tedesco sin dal 1897. All'inizio della sua carriera lavorativa fu coinvolto in un incidente sul lavoro che lo costrinse a camminare zoppicando per il resto della sua vita.
Morì il 26 settembre 1967 a Amburgo all'età di 86 anni. La sua tomba è situata presso il cimitero di Ohlsdorf. Nel 2005 è stata eretta una lapide commemorativa in sua memoria sul campo della Fondazione Geschwister-Scholl.

## Carriera politica
Brandler aderì al Partito Socialdemocratico di Germania (SPD) nel 1901, mentre viveva nella città di Amburgo e divenne una parte attiva del sindacato dei lavoratori edili. Nel 1904 si trasferì a Brema, dove rimase fino al 1908, durante questo periodo prese parte come attivista nel sindacato. Brandler faceva parte all'ala più a sinistra dell'SPD, in sintonia con le opinioni di Karl Liebknecht, ciò lo portò spesso in conflitto con i membri più cauti e moderati del partito e delle organizzazioni sindacali.
Successivamente, si trasferì a Zurigo, in Svizzera, rimanendovi dal 1908 al 1914. Mentre era in Svizzera, Brandler lavorò come docente e insegnante.
Nel 1914 tornò in Germania, appena prima dello scoppio della prima guerra mondiale, stabilendosi a Chemnitz, lavorando come segretario del sindacato dei lavoratori edili. Brandler si oppose alla guerra, unendosi al gruppo Internazionale guidato da Rosa Luxemburg e Karl Liebknecht, ciò lo portò in conflitto con la leadership dell'SPD, dalla quale fu espulso insieme a Fritz Heckert nel 1915. Brandler fu nominato delegato del gruppo internazionale alla prima conferenza di Zimmerwald, ma fu fermato dalla polizia al confine svizzero e non poté partecipare.

### Arresto
Nell'ottobre 1918, Brandler fu arrestato per attività politiche illegali e fu temporaneamente deportato fuori dalla Germania, a causa della sua cittadinanza austriaca. Successivamente ottenne lo status di nazionalità tedesca attraverso il governo di Gerhard Eisner in Baviera. Nel dicembre dello stesso anno, Brandler entrò nel Partito Comunista Tedesco (KPD). Fu eletto membro del Comitato Nazionale del partito al 2º Congresso, tenutosi nel 1919. Brandler divenne così uno dei pochi membri della classe operaia nella leadership del Partito comunista tedesco.
Nel 1920 a Chemnitz, Brandler fondò un giornale di orientamento comunista chiamato Der Kämpfer e aiutò a costruire una potente unità locale del KPD. Il 15 marzo 1920, Brandler e altri comunisti di Chemnitz in collaborazione con i socialdemocratici locali proclamarono un governo sovietico per la difesa comune contro i nazionalisti. Questa istituzione ebbe vita breve e scomparve pochi giorni dopo, quando i generali e il loro governo furono estromessi da Berlino.
Su pressioni del Comintern, la fazione di Brandler prese il potere all'interno del KPD nel 1921, con Heinrich che sostituì Paolo Levi come leader nel mese di febbraio. Brandler fu leader del partito durante la sfortunata "Azione di marzo" del 1921, che lo mise in rotta di collisione con le autorità civili a seguito del fallimento della rivolta.
Nel mese di giugno 1921 fu condannato a cinque anni di reclusione per tradimento. La prigionia nonostante la condanna terminò nel mese di novembre dello stesso anno, dopo di che Brandler partì per Mosca, dove divenne membro del Comitato esecutivo dell'Internazionale sindacale rossa per conto del suo partito.

### Rivoluzione fallita del 1923

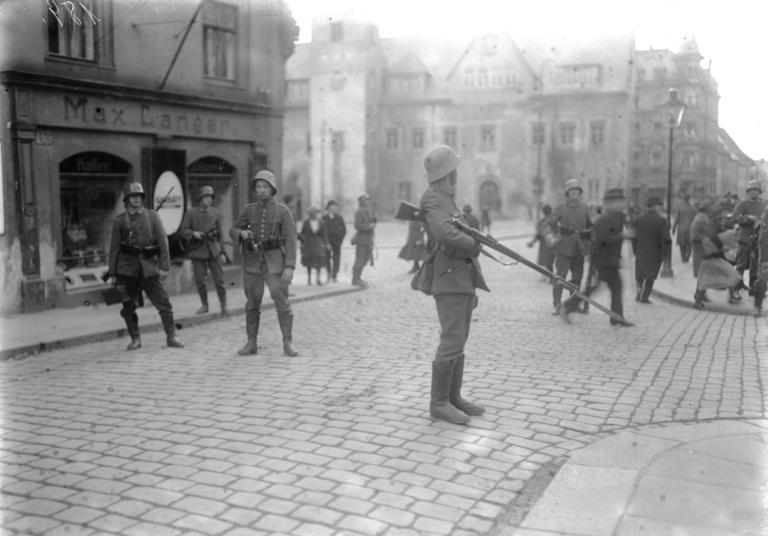
Blocco stradale da parte della Reichswehr a Freiberg, in Sassonia.

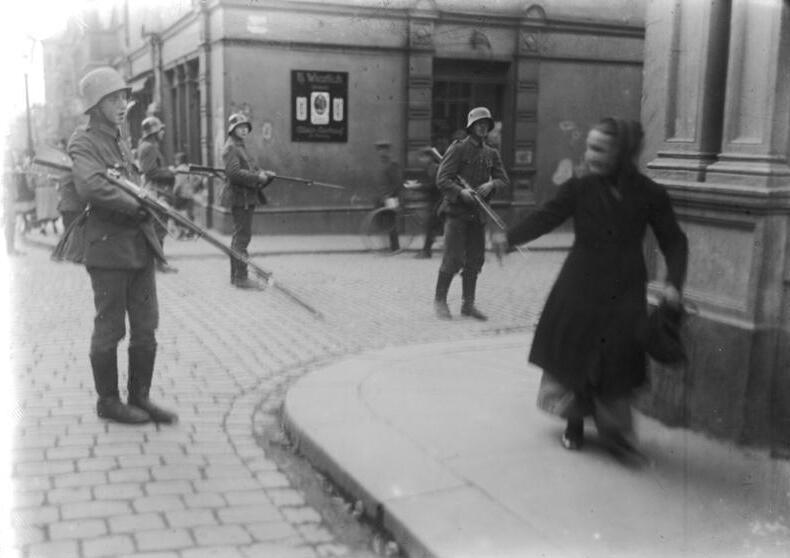
Azione della Reichswehr contro le centinaia di comunisti in Sassonia. In questa fotografia è mostrato l'arresto di un capobanda comunista da parte della Reichswehr.

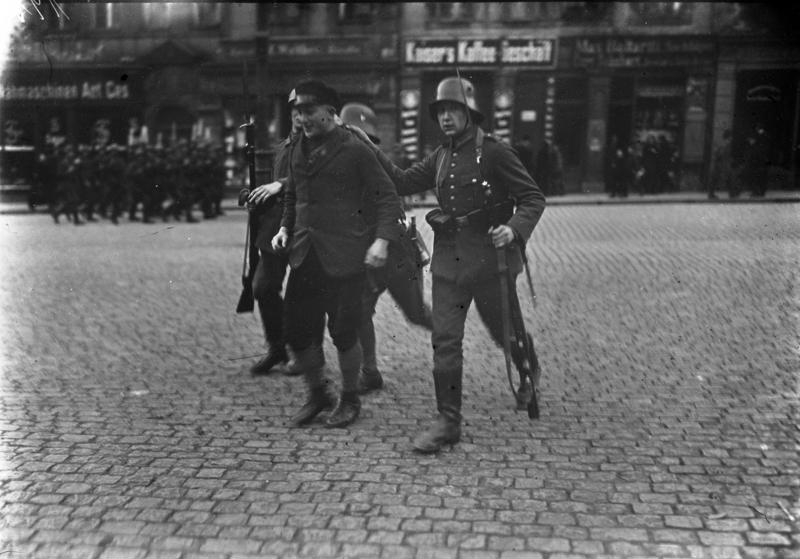
Arresto di un proletario da parte delle truppe della Reichswehr.

Brandler fece ritorno in Germania nell'agosto 1922, assumendo ancora una volta il ruolo di leader del Partito Comunista Tedesco, una posizione detenuta temporaneamente dalla fazione alleata di Ernst Meyer. Brandler, August Thalheimer e il KPD di "destra" entrarono subito in contrasto con l'ala opposta del partito, su diversi temi, come quello del ruolo del partito nei governi di coalizione. Per quanto riguarda quest'ultimo tema, Brandler e la sua fazione ritenevano ammissibile per il partito comunista dei governi di coalizione regionali con i socialdemocratici, mentre la fazione opposta  si era schierata contro questa idea.
Al 8º Congresso del KPD, tenutosi a Lipsia il 28 gennaio 1923, la fazione di Brandler e di Thalheimer prevalse sopra l'altra, guidata da Ernst Thaelmann, Arkadi Maslow, e Ruth Fischer. La fazione di Brandler beneficiò così del sostegno chiave di Karl Radek, uno dei leader più importanti dell'Internazionale comunista.
L'ala sinistra del KPD riteneva che una situazione rivoluzionaria in Germania esistesse già nel 1923 e con ansia spinse per l'impostazione di una data per una rivolta generale sul modello russo bolscevico. Pur dando supporto a questa idea nelle riunioni del partito, per Brandler la Germania non era ancora matura per una rivoluzione e perciò prese tempo per coinvolgere e convincere una più ampia percentuale della classe operaia tedesca.
Nel settembre del 1923, Brandler tornò a Mosca per delle consultazioni. In una riunione segreta del Politburo del Partito Comunista Sovietico si decise, su insistenza di Trockij di impostare come data per la rivoluzione il 7 novembre 1923, sesto anniversario della Rivoluzione bolscevica. Brandler però rifiuto di accettare questa data "artificiale".
A questo punto tornò in Germania in vista della rivoluzione. In Sassonia i socialdemocratici governavano al Landtag grazie all'appoggio dei comunisti. Quest'ultimi capirono così che comportandosi in questo modo avrebbero potuto rivendicare una quota dei portafogli ministeriali, se lo desideravano. Dopo il ritorno di Brandler, il partito comunista decise di esercitare questa opzione in Turingia, dove esisteva una situazione simile. Si sperava che i posti che i comunisti occupavano nei governi si sarebbe potuti rivelare utili nel corso della futura rivolta armata.
Il 1º ottobre 1923, un telegramma firmato dal presidente del Comintern Grigory Zinoviev, a nome del Comitato Esecutivo del Comintern venne spedito al comitato nazionale del Partito Comunista Tedesco che dichiarava "tra quattro, cinque o sei settimane arriverà il momento decisivo per attuare la rivoluzione". I comunisti furono diretti e risposero che "alla rivoluzione avrebbero partecipato tra i 50000 e i 60000 uomini". Questa si rivelò una stima fantasiosa, poiché il partito possedeva non più di 11000 fucili e la maggior parte delle sue forze armate erano site fuori dalla Sassonia, dove si sarebbe dovuta svolgere la rivolta.
I comunisti avevano di fronte a loro un contingente consistente di membri della Reichswehr, con formazione e armamenti superiori, e di milizie di destra illegali. La stima sui loro presunti simpatizzanti all'interno del corpo delle forze armate era molto esagerata, così come quella sul numero dei loro sostenitori provenienti dalla classe operaia.
La rivolta fallì e Brandler e il suo stretto collaboratore August Thalheimer vennero accusati del fallimento dal Comintern e la sua carriera come capo del movimento comunista tedesco terminò in quel momento. Fu richiamato in Unione Sovietica dal Comintern nel gennaio 1924.
Brandler fu inviato dal partito in Kazakistan, allora sotto il controllo dell'URSS, dove rimase fino a quando non fu parzialmente riammesso dal Comintern, nel 1926.

### Espulsione e attività di opposizione
Nell'autunno del 1928 all'interno del Partito comunista tedesco ebbe luogo uno scandalo (conosciuto come Affare Wittorf), che portò alla rottura definitiva con Brandler, Thalheimer e i loro sostenitori. Si scoprì infatti che il segretario del KPD di Amburgo aveva sottratto 2,000 marchi dalle casse del partito per uso personale. I contabili della sede nazionale del partito che scoprirono l'accaduto, vennero minacciati di espulsione dal leader del partito Thaelmann, nel caso avessero rivelato la notizia.
Il Comintern ebbe notizia dello scandalo, ciò portò alla crisi il partito e il Comitato centrale agì rimuovendo Thaelmann dalla guida. Ciò però rappresentava una minaccia per la fazione vicina al Partito Comunista dell'Unione Sovietica all'epoca guidato da Iosif Stalin, che vedeva in Thaelmann un alleato affidabile. Di conseguenza, il Presidium del Comintern revocò l'azione del Comitato centrale tedesco, ripristinando Thaelmann come segretario.
Nell'ottobre 1928, Brandler tornò in Germania contro la volontà del KPD. La corruzione dell'organizzazione di Thaelmann ad Amburgo e la sua protezione da parte di Stalin furono usate come pretesto da Brandler e Thalheimer per convocare una riunione dei loro sostenitori l'11 novembre 1928.

### Partito Comunista d'Opposizione
Il Comintern reagì con furia alla scoperta della notizia sulla riunione. Brandler e Thalheimer furono aspramente criticati in una lettera del Comintern del 19 dicembre 1928. Presto seguì la loro espulsione dal KDP nel dicembre 1928, dal Partito Comunista dell'Unione Sovietica e dall'Internazionale Comunista nel gennaio 1929.
Brandler e Thalheimer il 30 dicembre 1928 fondarono un nuovo partito, che fu chiamato Partito Comunista d'Opposizione (noto anche come Partito Comunista Tedesco di Opposizione o KPO) e anche un nuovo giornale sempre di orientamento comunista, il Gegen den Strom.
Per tutto il 1929 il KPD espulse i sostenitori di Brandler e Thalheimer, così come i cosiddetti "conciliatori" che cercavano di porre fine alle faide del partito. Durante questo periodo furono espulsi probabilmente circa 1000 membri dal Partito Comunista Tedesco.
Il KPO inizialmente tentò di influenzare la linea politica del Partito Comunista di Germania piuttosto che entrare in competizione con esso. L'organizzazione tenne una seconda conferenza nel novembre 1929 durante la quale, M.N. Roy dichiarò: "inequivocabilmente tra socialdemocrazia e comunismo non esiste una via di mezzo". Roy affermò anche che il KPO all'autunno 1929 aveva 6000 membri paganti e otto pubblicazioni settimanali e bimestrali, con una tiratura complessiva di 25000 copie. Brandler fu eletto segretario del partito durante quel congresso.
Il 1º gennaio 1930, il KPO tentò di espandere ulteriormente la sua influenza con il lancio di un quotidiano, il Arbeiterpolitek. Tuttavia, i problemi finanziari portarono a una riduzione della tiratura e dal 1932 il giornale iniziò a pubblicare solo una volta a settimana.
Brandler e il KPO erano fortemente favorevoli alla creazione di un fronte unito contro la minaccia del nazismo ed erano particolarmente critici nei confronti dell'idea del KDP secondo cui "una volta che i nazisti sarebbero saliti al potere, il fronte unito del proletariato si sarebbe rivoltato e gli avrebbe cacciati". Invece, il KPO chiese l'immediata formazione di un'ampia alleanza antinazista che includeva i socialdemocratici, i comunisti e i socialisti.

### Seconda guerra mondiale
A seguito dell'ascesa al potere di Adolf Hitler e del Partito Nazista il 30 gennaio 1933, Brandler e la maggior parte dei dirigenti del KPO, tra cui Thalheimer fuggirono in Francia. Brandler visse a Parigi, dove continuò a essere coinvolto nella vita politica, fino all'inizio della seconda guerra mondiale. Dal 1939 al 1940, fu temporaneamente imprigionato dal governo di Vichy in una prigione nel sud della Francia. Brandler e Thalheimer successivamente fuggirono a Cuba nel 1941.
Dopo la morte di Thalheimer nel 1948, Brandler lasciò Cuba per il Regno Unito, dove tentò di lavorare per scrivere le proprie memorie, però senza successo. Al suo ritorno nella Germania Ovest nel 1949, Brandler prese parte a una nuova organizzazione di opposizione radicale chiamata Labour Politics Group e lavorò principalmente fino al 1956 come editore della rivista dell'organizzazione, la Gruppe Arbeiterpolitik.

## Opere parziali
- Durch die Räte zur Einheit der Arbeiterklasse und zum Kommunismus. Der Kämpfer, Chemnitz 1919 (Kommunistische Zeitfragen No 1)
- Kommunistische Partei (Spartakusbund): Justiz und Rechtswesen. Zwei Berichte aus Russland. Einleitung von Heinrich Brandler. Der Kämpfer, Chemnitz 1919 (Vom sozialistischen Aufbau 2)
- Die Aktion gegen den Kapp-Putsch in Westsachsen. Herausgegeben von der Kommunistischen Partei Deutschlands (Spartakusbund). Berlin 1920
- Wer soll die Kriegsrechnung bezahlen? Zur Wirtschaftspolitik des kapitalistischen Bankrotts. Franke, Leipzig 1920
- Revolutionierung oder Verfall des Deutschen Bauarbeiterverbandes. Mit einem Vorwort von Heinrich Brandler. Deutscher Bauarbeiterverband, Chemnitz 1920
- Rede gehalten auf dem 1. Kongreß der Betriebsräte der Gewerkschaften Deutschlands. Franke, Leipzig 1920
- Der Hochverrats-Prozeß gegen Heinrich Brandler vor dem außerordentlichen Gericht am 6. Juni 1921 in Berlin. Franke, Leipzig; Berlin 1921
- Gewerkschaften und Betriebsräte. Referat des Genossen Brandler auf dem Vereinigungsparteitag im Dezember 1920 in Berlin. Franke, Berlin 1921
- A. Lozovskij: Der Kampf der Kommunisten in den Gewerkschaften. Berichte der Genossen A. Losowsky u. Heinrich Brandler zur Gewerkschaftsfrage auf der Konferenz der erweiterten Exekutive der Kommunistischen Internationale vom 24. Februar bis 4. März 1922. Phöbus, Berlin 1922 (Bibliothek der Roten Gewerkschafts-Internationale Bd. 10)
- Gegen den Strom. Organ der KPD (Opposition). Breslau; Paris 17. November 1928 bis 1935